# Doctor Butcher
Doctor Butcher è la band heavy metal statunitense nata come progetto parallelo di Jon Oliva e Chris Caffery (rispettivamente frontman e chitarrista dei Savatage) nel 1992.

## Formazione

### Formazione attuale
- Jon Oliva - voce
- Chris Caffery - chitarra
- David Z - basso
- Paul Morris - tastiere
- Jeff Plate - batteria

### Ex componenti
- Brian Gregory - basso
- Hal Patino - basso
- Reno Rojas - basso
- John Osborn - batteria
- Gene Barnett - batteria

## Discografia

### Full-length
- Doctor Butcher - 1994

### Raccolte
- The Demos - 1999